# Hoornseplas
De Hoornseplas (ook: Hoornse Plas) is een recreatieplas ten zuiden van de stad Groningen in de gemeentes Groningen en Tynaarlo.
De plas is gegraven tussen 1971 en 1973 en is eigenlijk een noordelijke uitloper van het Paterswoldsemeer. De Hoornse Plas omvat een speel- en spartelvijver, zandstranden en speel- en ligweiden. Het zuidelijke deel van de Hoornse Plas is een terrein waar vrije recreatie is toegestaan: het vormt een populair naaktstrand. Aan de noordelijke oever stond tussen ca. 1980 en 2006 de Palenberg, een speeldoolhof, opgebouwd uit 5000 houten palen. Het werd vervangen door een klimtoren.
Evenals het Paterswoldsemeer, het Hoornsemeer, en de omliggende recreatie- en natuurgebieden valt de Hoornse Plas onder het Meerschap Paterswolde.
In 2012 en 2013 kreeg het gebied rond de Hoornseplas een opknapbeurt. Bij het terrein voor vrije recreatie kwamen andere strandjes en een kiosk. Om dit terrein werd er een pad aangelegd. Sinds 2013 is de Nijdam, genoemd naar wielrenner Henk Nijdam uit Eelderwolde, niet alleen toegankelijk voor wandelaars maar ook voor fietsers. Naast de oorspronkelijke Nijdam werd nog een tweede dam gebouwd, speciaal voor fietsers. Hiermee werd een snellere route gecreëerd voor het fietsverkeer tussen Groningen en Paterswolde.
De Hoornseplas staat bekend als homo-ontmoetingsplaats. In 2008 en 2009 is hier tegen opgetreden in verband met overlast.

## Trivia
'Hoornseplas' is de titel van een lied van het duo Pé Daalemmer & Rooie Rinus.